# Japan Soccer League 1984
La stagione 1984 è stata la ventesima edizione della Japan Soccer League, massimo livello del campionato giapponese di calcio.

## Avvenimenti
Il campionato che si svolse tra il 30 aprile e il 12 dicembre 1984 presentò un'importante modifica regolamentare, introdotta in previsione dell'allargamento dei quadri del torneo, in programma per l'anno successivo: tutte le retrocessioni e i play-off furono aboliti, lasciando come unici verdetti finali le promozioni e la vittoria del titolo.
Il torneo ripropose il dualismo in vetta tra Yomiuri e Nissan Motors: l'esito, lo stesso dell'anno precedente, fu determinato dal 3-0 con cui la prima squadra prevalse nello scontro diretto. Nel secondo raggruppamento ottennero la promozione in maniera agevole il Sumitomo Metals e l'ANA Yokohama.

## Squadre

### Profili
Division 1
| Club partecipanti | Club partecipanti | Città     | Stagione 1983                   |
| ----------------- | ----------------- | --------- | ------------------------------- |
| Fujita Kogyo      | dettagli          | Tokyo     | 3° in JSL Division 1            |
| Furukawa Electric | dettagli          | Yokohama  | 7° in JSL Division 1            |
| Hitachi           | dettagli          | Koganei   | 9° in JSL Division 1            |
| Honda Motor       | dettagli          | Hamamatsu | 8° in JSL Division 1            |
| Mitsubishi HI     | dettagli          | Tokyo     | 6° in JSL Division 1            |
| Nippon Kokan      | dettagli          | Kawasaki  | 1° in JSL Division 2 (promosso) |
| Nissan Motors     | dettagli          | Yokohama  | 2° in JSL Division 1            |
| Yamaha Motors     | dettagli          | Iwata     | 4° in JSL Division 1            |
| Yanmar Diesel     | dettagli          | Osaka     | 5° in JSL Division 1            |
| Yomiuri           | dettagli          | Tokyo     | Campione del Giappone           |

Division 2
| Club partecipanti   | Club partecipanti | Città      | Stagione 1983                       |
| ------------------- | ----------------- | ---------- | ----------------------------------- |
| ANA Yokohama        | dettagli          | Yokohama   | 1° nei playoff regionali (promosso) |
| Fujitsu             | dettagli          | Kawasaki   | 7° in JSL Division 2                |
| Kofu Club           | dettagli          | Kōfu       | 8° in JSL Division 2                |
| Matsushita Electric | dettagli          | Osaka      | 2° nei playoff regionali (promosso) |
| Mazda               | dettagli          | Hiroshima  | 10° in JSL Division 1 (retrocesso)  |
| Nippon Steel        | dettagli          | Kitakyūshū | 4° in JSL Division 2                |
| Sumitomo Metals     | dettagli          | Kashima    | 2° in JSL Division 2                |
| Tanabe Pharma       | dettagli          | Osaka      | 6° in JSL Division 2                |
| Toshiba             | dettagli          | Kawasaki   | 3° in JSL Division 2                |
| Toyota Motors       | dettagli          | Susono     | 5° in JSL Division 2                |

### Allenatori
Division 1
| Club              | Allenatore         |
| ----------------- | ------------------ |
| Fujita Kogyo      | Tsutomu Nakamura   |
| Furukawa Electric | Eijun Kiyokumo     |
| Hitachi           | Yoshiaki Nakamura  |
| Honda Motor       | Masakatsu Miyamoto |
| Mitsubishi HI     | Kuniya Daini       |
| Nippon Kokan      | Yoshimasa Fukumura |
| Nissan Motors     | Shū Kamo           |
| Yamaha Motors     | Ryūichi Sugiyama   |
| Yanmar Diesel     | Kunishige Kamamoto |
| Yomiuri           | Rudi Gutendorf     |

Division 2
| Club                | Allenatore      |
| ------------------- | --------------- |
| ANA Yokohama        | Naoki Kurimoto  |
| Fujitsu             | Mitsuo Fuke     |
| Kofu Club           | Kenji Tahara    |
| Matsushita Electric | Yoji Mizuguchi  |
| Mazda               | Kazuo Imanishi  |
| Nippon Steel        | Hisao Kaneko    |
| Sumitomo Metals     | Shunji Nakamura |
| Tanabe Pharma       | Yoshiyuki Ogino |
| Toshiba             | Tadao Ōnishi    |
| Toyota Motors       | Kenji Soga      |

## Classifiche finali

### JSL Division 1
|                     | Pos. | Squadra           | Pt | G  | V  | N | P  | GF | GS | DR  |
| ------------------- | ---- | ----------------- | -- | -- | -- | - | -- | -- | -- | --- |
| Giappone (bandiera) | 1.   | Yomiuri           | 26 | 18 | 11 | 4 | 3  | 41 | 20 | +21 |
|                     | 2.   | Nissan Motors     | 25 | 18 | 11 | 3 | 4  | 40 | 23 | +17 |
|                     | 3.   | Yamaha Motors     | 24 | 18 | 10 | 4 | 4  | 25 | 16 | +12 |
|                     | 4.   | Furukawa Electric | 21 | 18 | 8  | 5 | 5  | 28 | 20 | +8  |
|                     | 5.   | Honda Motor       | 19 | 18 | 7  | 5 | 6  | 26 | 23 | +3  |
|                     | 6.   | Fujita Kogyo      | 18 | 18 | 5  | 6 | 6  | 25 | 25 | 0   |
|                     | 7.   | Mitsubishi HI     | 15 | 18 | 6  | 3 | 9  | 22 | 33 | -11 |
|                     | 8.   | Nippon Kokan      | 14 | 18 | 4  | 6 | 8  | 16 | 23 | -7  |
|                     | 9.   | Yanmar Diesel     | 14 | 18 | 5  | 4 | 9  | 15 | 28 | -13 |
|                     | 10.  | Hitachi           | 4  | 18 | 2  | 0 | 16 | 11 | 41 | -30 |

Legenda:

      Campione del Giappone

Note:
Due punti a vittoria, uno a pareggio, zero a sconfitta.

### JSL Division 2
|  | Pos. | Squadra             | Pt | G  | V  | N | P  | GF | GS | DR  |
|  | ---- | ------------------- | -- | -- | -- | - | -- | -- | -- | --- |
|  | 1.   | Sumitomo Metals     | 26 | 18 | 10 | 6 | 2  | 40 | 23 | +17 |
|  | 2.   | ANA Yokohama        | 26 | 18 | 12 | 2 | 4  | 31 | 17 | +14 |
|  | 3.   | Matsushita Electric | 22 | 18 | 8  | 6 | 4  | 25 | 19 | +6  |
|  | 4.   | Toshiba             | 22 | 18 | 9  | 4 | 5  | 29 | 25 | +4  |
|  | 5.   | Tanabe Pharma       | 21 | 18 | 7  | 7 | 4  | 30 | 21 | +9  |
|  | 6.   | Mazda               | 18 | 18 | 7  | 4 | 7  | 24 | 20 | +4  |
|  | 7.   | Fujitsu             | 14 | 18 | 5  | 4 | 9  | 20 | 30 | -10 |
|  | 8.   | Toyota Motors       | 13 | 18 | 4  | 5 | 9  | 24 | 31 | -9  |
|  | 9.   | Nippon Steel        | 13 | 18 | 4  | 4 | 10 | 15 | 28 | -13 |
|  | 10.  | Kofu Club           | 6  | 18 | 1  | 4 | 13 | 20 | 44 | -24 |

Legenda:

      Promosso in Japan Soccer League Division 1 1985-86

Note:
Due punti a vittoria, uno a pareggio, zero a sconfitta.

## Statistiche

### Primati stagionali
| Record della Division 1 - Maggior numero di vittorie: Yomiuri e Nissan Motors (11) - Minor numero di sconfitte: Yomiuri (3) - Miglior attacco: Yomiuri (41) - Miglior difesa: Yamaha Motors (16) - Miglior differenza reti: Yomiuri (+21) - Maggior numero di pareggi: Fujita Kogyo e Nippon Kokan (6) - Minor numero di pareggi: Hitachi (0) - Maggior numero di sconfitte: Hitachi (16) - Minor numero di vittorie: Hitachi (2) - Peggior attacco: Hitachi (13) - Peggior difesa': Hitachi (41) - Peggior differenza reti: Hitachi (-30) | Record della Division 2 - Maggior numero di vittorie: ANA Yokohama (12) - Minor numero di sconfitte: Sumitomo Metals (2) - Miglior attacco: Sumitomo Metals (40) - Miglior difesa: ANA Yokohama (17) - Miglior differenza reti: Sumitomo Metals (+17) - Maggior numero di pareggi: Tanabe Pharma (7) - Min. numero di pareggi: ANA Yokohama (2) - Maggior numero di sconfitte: Kofu Club (13) - Minor numero di vittorie: Kofu Club (1) - Peggior attacco: Nippon Steel (15) - Peggior difesa: Kofu Club (44) - Peggior differenza reti: Kofu Club (-24) |

### Classifica marcatori
| Gol |  |  | Giocatore          | Squadra       |
| --- |  |  | ------------------ | ------------- |
| 14  |  |  | Tetsuya Totsuka    | Yomiuri       |
| 11  |  |  | Takashi Sekizuka   | Honda Motor   |
| 9   |  |  | Ruy Ramos          | Yomiuri       |
| 8   |  |  | Kazushi Kimura     | Nissan Motors |
| 8   |  |  | Takashi Mizunuma   | Nissan Motors |
| 8   |  |  | Kōichi Hashiratani | Nissan Motors |
| 8   |  |  | Osamu Taninaka     | Fujita Kogyo  |
| 8   |  |  | Hiromi Hara        | Mitsubishi HI |
| 8   |  |  | Toshio Matsuura    | Nippon Kokan  |

| Gol |  |  | Giocatore     | Squadra         |
| --- |  |  | ------------- | --------------- |
| 11  |  |  | Kazuhiro Mogi | Sumitomo Metals |